# Maro Sebo
Maro Sebo is een bestuurslaag in het regentschap Muaro Jambi van de provincie Jambi, Indonesië. Maro Sebo telt 1032 inwoners (volkstelling 2010).